# Linda Evangelista
Linda Evangelista (St. Catharines, 10 maggio 1965) è una supermodella canadese di origine italiana.
Tra le modelle più famose di sempre, ha dominato il mondo della moda negli anni '90, periodo in cui era una delle top model più ricercate, amate e pagate al mondo. Grazie alla sua bellezza non convenzionale era particolarmente apprezzata dai fotografi e dalle riviste più importanti del settore (il suo volto è apparso su 700 copertine), mentre in passerella stupiva per i suoi look sempre nuovi e per la presenza scenica. Insieme alla colleghe Naomi Campbell e Christy Turlington ha formato The Trinity, la punta di diamante della moda, a cui si uniranno nel tempo Claudia Schiffer, Cindy Crawford e Kate Moss formando le Big Six.

## Biografia
È nata a St. Catharines, Ontario, figlia di immigrati italiani originari di Pignataro Interamna, in provincia di Frosinone, in una famiglia appartenente alla media borghesia. Il suo sogno, già all'età di 12 anni, era di diventare modella e per raggiungere tale obiettivo si è impegnata tutta la vita.
Il primo passo della sua carriera è stata la vittoria nel concorso di Miss Teen Niagara; subito è stata notata per la sua straordinaria bellezza e la scalata al successo è stata inarrestabile; il suo volto si è diffuso sulle più ricercate copertine, a cominciare da Vogue. Molte grandi firme si sono affidate al suo sorriso: Chanel, Calvin Klein, Dolce & Gabbana, Versace, Valentino, André Laug, YSL, Dior e Dsquared². È apparsa anche in due video musicali di George Michael (Freedom! '90 del 1990 e Too Funky del 1992).
Comparsa sulla copertina di Vogue nel mese di agosto 2006, nel 2007 è entrata a far parte delle testimonial del colosso dei cosmetici L'Oréal, come volto dei nuovi prodotti detergenti, delle tinture per capelli e dei prodotti anti-età, ruolo ricoperto fino al 2012. È poi stata la nuova protagonista della campagna stampa Prada e, con la collega Naomi Campbell, la protagonista della campagna pubblicitaria Dsquared², realizzata da Steven Meisel. Nel 2015 è stata scelta come testimonial del profumo Fresh di Moschino.

## Vita privata
Dal 1987 al 1993 è stata sposata con il dirigente della Elite Model Management, Gerald Marie. Dopo la separazione da Marie, ha frequentato per sei anni l'attore Kyle MacLachlan. Nel 1999 è rimasta incinta del giocatore di calcio Fabien Barthez, ma ha perso il figlio al sesto mese di gravidanza.
L'11 ottobre 2006 ha dato alla luce un bambino, Augustin James, rifiutandosi però di rivelare il nome del padre. Nel giugno 2011 Evangelista ha firmato alcuni documenti in cui si è scoperto che il padre del bambino è l'imprenditore francese François-Henri Pinault. Dopo una lunga diatriba, i due hanno raggiunto un accordo nel maggio 2012.
Nel 2021 ha raccontato su Instagram di esser rimasta sfigurata da un trattamento estetico di criolipolisi. L'anno dopo si è ripresentata in pubblico con un volto ritoccato. 

## Controversie
Nel 1991 ebbe una forte risonanza mediatica una campagna pubblicitaria della azienda di abbigliamento Kenar Enterprises Ltd., realizzata a Savoca, in Sicilia, dove i fotografi Rocco La Spata e Charles De Caro fecero posare la Evangelista insieme a sette anziane donne locali, dicendo loro che si trattava di una campagna contro l'AIDS e pagandole 10.000 lire. Le fotografie della campagna pubblicitaria, che avevano come intestazione la frase "La bella e le sette bestie", scatenarono accese polemiche e una delle donne inconsapevolmente coinvolte intraprese un'azione civile nei confronti della Kenar Enterprises. Nel 2000 l'azienda è stata costretta al pagamento di 20 milioni di lire come risarcimento danni alla donna, nel frattempo deceduta.

## Filmografia
- Prêt-à-Porter (Prêt-à-Porter), regia di Robert Altman (1994)
- Sbottonate (Unzipped), regia di Douglas Keeve – docufilm (1995)
- La perdita dell'innocenza (The Loss of Sexual Innocence), regia di Mike Figgis (1999)

## Agenzie
- Elite Model Management
- Models 1
- DNA Model Management